# Johann Friedrich Zeumer
Johann Friedrich Zeumer (* 1717; † 28. März 1774 in Leipzig) war ein Hof- und Justizrat im Dienst der Kurfürsten von Sachsen.

## Leben
Johann Friedrich Zeumer war der Sohn von Johann Christoph Zeumer (1685–1747), der „Seiner Königl. Majestät in Pohlen und Churfürstl. Durchlaucht. zu Sachsen Hof-Rath, Canonicus und Stiffts-Cantzler zu Naumburg und Zeitz“ war. Nach dem Tod des Vaters 1747 war er der Alleinerbe von dessen umfangreichem Güterbesitz und von dessen Vermögen. Die einzige Tochter des Johann Christoph Zeumer, Elisabeth Charlotte Zeumer, war bereits 1740 zu Zeitz verstorben. Damit wurde Johann Friedrich Zeumer Besitzer der Lehn- und Rittergüter Burgheßler, Großdölzig, des „bei dem Barfüßer Kloster gelegenen“ Gutsbesitzes in Freiberg, des Rittergutes Niederauerbach im Vogtland mit dem vom Kurfürsten privilegierten und mit dem vorgenannten Rittergut zusammenhängende Messingwerk Niederauerbach, des Hammerwerkes Ellefeld, das zum Niederauerbacher Werk gehörte sowie dazugehörender Lehnscheine und Mitbelehnschaften seines Vaters an den Rittergütern Vehra und Henschleben, die dieser bei seinem Schwiegervater Ernst Friedrich Meurer (1660–1722), erworben hatte. Am 9. Mai 1747 übernahm Johann Friedrich Zeumer per Kaufkontrakt das Rittergut Prößdorf von den Gebrüdern von Minckwitz. In dem Lehnbrief, den er von seinem „Herrn Friedrich, Herzog zu Sachsen, Jülich, Cleve und Berg, auch Engern und Westphalen“ erhielt, wurde Zeumer noch als „Fürstl. Sächs. Weißenfelsischer Hof- und Justizien-Rat“ tituliert. Ab 1747, mit der Übernahme des Rittergutes Prößdorf durch Zeumer, wurde unter seiner Herrschaft mit der Bautätigkeit und der Errichtung des Schlosses Prößdorf mit seinen Parkanlagen begonnen.
Als sich 1754 der königlich-polnische und kursächsische Landkammerrat Carl Heinrich von Thümmel gezwungen sah, nach den Plünderungen und Zerstörungen seines Rittergutsbesitzes durch preußische Truppen während des Österreichischen Erbfolgekrieges (1740–1748), seinen Lehnsbesitz wegen Geldnot zu verkaufen, erwarb Johann Friedrich Zeumer das Rittergut Schönefeld bei Leipzig für 32.000 Taler aus dem Besitz der Adelsfamilie von Thümmel. Noch im gleichen Jahr wurde unter seiner Gerichtsherrschaft und als Stifter der Kirche Schönefeld mit größeren Bau- und Sanierungsarbeiten begonnen, die erst 1776, zwei Jahre nach seinem Ableben, abgeschlossen wurden.
Johann Friedrich Zeumer tätigte mit seinem Vermögen auch viele Geldgeschäfte, mit deren Wertgewinn er große Geldzuwendungen an die „Armuthe“ (Armenhäuser) in Zeitz und Niederauerbach bereitstellte. Mit der Vergabe von Stipendien für „Arme Studierende auf den Universitäten Leipzig und Wittenberg“, unter der Auflage der Administration durch das Prokuraturamt Zeitz ebnete er begabten Jugendlichen die Möglichkeiten der Bildung und finanzierte deren akademische Ausbildung.
Zeumer verstarb am 28. März 1774, abends 9 Uhr, im Alter von 57 Jahren in seiner Leipziger Wohnung „Am Markt, Ecke Barfüßergäßlein“. Am 1. April 1774 wurde sein Leichnam von Leipzig nach Schönefeld zur Beerdigung überführt.

## Nachlass
Johann Friedrich Zeumer war unverheiratet und hatte keine Kinder, so dass er kurz vor seinem Tod seinen testamentarischen letzten Willen vor den „Edlen Stadtgerichten Leipzig“ in Form eines Testamentum nuncupativum und eines Fideikommiss kundtat. Mit dieser testamentarischen mündlichen Willenserklärung unter Zeugen, die bei außergewöhnlichen Umständen, wie schwerer Krankheit oder bevorstehendem Tod legal war, setzte er für sein sämtliches bewegliches und unbewegliches Vermögen als seine drei Universalerben ein:
1. Den „Fürstl. Mannsfeldischen Hof- und Bergrat und Canzleidirektor zu Eisleben“, Johann Christoph Schmidt (1704–1781) in Eisleben, den Ehemann seiner verstorbenen Cousine Christiana Friederika geb. Meurer (1713–1774). Schmidt wurde Besitzer des Rittergutes Schönefeld bei Leipzig.
2. Seine Cousine Maria Augusta Kuhn, geb. Zeumer d. Ä. (1724–1782), Ehefrau des Johann Christoph Kuhn (1715–1778), sachsen-weißenfelsischer Amtsverwalter und Aktuarius beim Justizamt Freyburg (Unstrut). Sie erbte unter Vormundschaft ihres Ehemannes das Rittergut Prößdorf.
3. Seine Cousine Maria Augusta Müller, geb. Zeumer d. J. (1726–1798), die Ehefrau des Christoph Friedrich Müller, der promovierter Jurist, Amtmann und Gerichtsdirektor zu Freyburg war. Sie erbte unter Vormundschaft ihres Ehemannes das Rittergut Burgheßler.

Die Inbesitznahme der Erbschaft erfolgte nach den Rezessen der Testamentserben und der am Erbe Mitbelehnten nach erfolgter Testamentsteilung. Jeder der drei Universalerben erhielt außerdem einen dritten Teil des Rittergutes Niederauerbach mit seinem Messingwerk.
Der Hof- und Justizrat Zeumer verfügte des Weiteren in seinem Testament, dass an eine Reihe von Personen und gemeinnützige Organisationen in Form eines Legates bares Geld bzw. Zinsgelder von Stiftungen auszuzahlen waren.
Es handelte sich dabei um eine Gesamtsumme von 90.000 Talern.

Als Stiftungsurkunde galt Zeumers Testament vom 24. März 1774. Zur „Theilnahme am Zweck der Stiftung sind berufen, arme Alte, Schwache und  Kranke in Zeitz“, die Administration oblag dem Konsistorium des Stifts Naumburg-Zeitz.

## Würdigungen
- Als 18 Jahre nach seinem Tod, im Jahr 1792, in der Stadt Zeitz ihm zu Ehren ein öffentliches Konzert zum Besten der Armen veranstaltet wurde, gedachte man ihm in der Festrede mit folgenden Worten: „zum Andenken eines großen Patrioten unserer Stadt, des verewigten Zeumers, welcher durch ein Testament vom 24. März 1774 den hießigen Armen 24.000 Rthlr. und 3.000 Rthlr. zu Stipendien für arme Studierende vermachte“.[9][10]

- 1920 wurde im Leipziger Stadtteil Schönefeld ihm zu Ehren die Kirchstraße nahe seinem ehemaligen Schloss in Zeumerstraße umbenannt.[11]